# 穆罕默德·伊敏
穆罕默德·伊敏（1901年4月22日—1965年4月29日），一譯買買提·依明（維吾爾語：محمد أمين بۇغرا‎），漢名毛德明，筆名“布格拉”，男，维吾尔族，新疆和闐（今和田地区）人，中華民國大陸時期政治人物，泛突厥主義者，民族革命委員會與東突厥斯坦伊斯蘭共和國的建立者之一。後加入中國國民黨，為中央監察委員，曾任新疆省副主席。1949年後流亡於土耳其。

## 生平

### 和闐暴動
穆罕默德·伊敏早年事跡不詳，在發動和闐暴動前當過伊斯蘭經學院教師。1930年代初，和加尼牙孜等人發動了哈密暴動，隨後幾年間，反對金樹仁省政府的起事逐漸蔓延至全省。1932年，穆罕默德·伊敏與其兄弟阿不都拉·布格拉組建了民族革命委員會。民族革命委員會以反漢、反東干（即回族）、反基督教和建立伊斯蘭教國家為宗旨，鼓吹發動對卡菲爾（異教徒）的聖戰。1933年1月，南疆局勢失控，庫車、阿克蘇相繼被亂軍佔領，駐喀什噶爾的省軍師長金樹智（金樹仁弟）自殺，喀什行政長、南疆剿匪司令馬紹武僅能保住喀什噶爾。

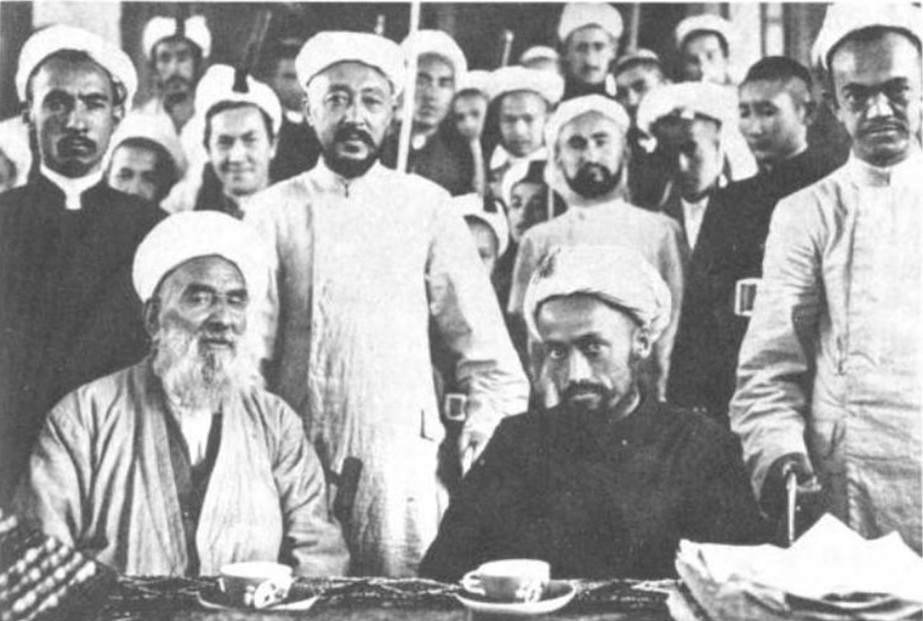
1933年，穆罕默德·伊敏（前排穿黑衣者）與和闐烏理瑪

1933年2月15日，伊敏在和闐以北的墨玉縣截獲了省政府由印度運來的軍火，隨即發動暴動。2月下旬，伊敏與其兄弟艾米尔·沙依甫、满素爾、买买提·尼牙孜·艾兰木等攻佔了墨玉縣政府。馬紹武無兵可調，伊敏進而攻下和闐舊城（今和田市）。2月20日，民族革命委員會在和闐集會，宣佈成立“和闐臨時政府”（後改稱和闐伊斯蘭政府），伊敏自稱帕夏，推舉墨玉的哈孜穆罕默德·尼牙孜·艾來木為總統，沙比提大毛拉為總理。隨後伊敏、沙比提派兵攻下且末、皮山、葉城、澤普、莎車諸縣。4月，伊敏領兵來到伽師縣，與和加尼牙孜的部下鐵木爾、馬紹武手下的柯爾克孜族叛軍烏斯滿聯合進攻喀什噶爾。5月2日，鐵木爾攻下疏附縣城（即喀什噶爾回城，今喀什市東部城區），馬仲英的屬下馬占倉與馬紹武退保疏勒（喀什噶爾漢城）。8月9日，馬占倉誘殺鐵木爾，攻下疏附城，但旋即被烏斯滿、伊敏奪回。不久，伊敏聯合鐵木爾殘部，將烏斯滿囚禁，控制了疏附。
佔據疏附後，伊敏將有在西亞遊學經歷的沙比提大毛拉推到前臺，組建獨立的伊斯蘭政府。伊敏、沙比提的分裂運動得到了英國的支持。英國通過其駐喀什噶爾領事館，收買喀什、和闐、莎車的商界、宗教界人士為其服務。11月12日夜，伊敏、沙比提等人召開會議，宣佈成立“東突厥斯坦伊斯蘭共和國”，推舉滯留在阿克蘇的和加尼牙孜為總統，沙比提任總理。泛突厥主義者稱這次會議為“民族之夜”。該政府的軍政實權仍掌握住伊敏的民族革命委員會手中。伊敏的兩個兄弟分別控制著莎車和英吉沙，伊敏則直接管理和闐。
1934年2月5日，馬仲英的部下馬福元聯合馬占倉攻克了疏附，東突厥斯坦政權瓦解，官員四散而逃。伊敏從喀什噶爾逃回和闐。4月，伊敏推舉其兄滿素爾為帕夏，建立了和闐伊斯蘭國。6月12日，馬仲英的先頭部隊馬如龍攻克和闐，滿素爾被殺，伊敏逃往喀喇古塔格（黑山），和闐伊斯蘭國滅亡。6月底，馬仲英的姐夫馬虎山率新編陸軍36師主力从皮山来到和阗。7月26日，伊敏攜數千人逃往英属印度拉達克的首府列城，後來前往阿富汗首都喀布爾。

### 與國民政府合作
伊敏在喀布爾期間，轉而尋求日本對其獨立活動的支持，並提出由日本直接出兵佔領新疆，建立一個類似滿洲國的傀儡政權。1940年，伊敏的维吾尔文著作《新疆近代史》在克什米尔出版。此後，在艾沙·玉素甫·阿布甫泰肯的遊說下，國民政府同意與伊敏合作。政府派艾沙·阿布甫泰肯访问阿富汗，邀請伊敏前往重庆。1942年，英属印度政府以间谍罪将伊敏逮捕，经国民政府交涉，伊敏回到中國。此後伊敏加入中國國民黨。1945年5月，中國國民黨第六屆全國代表大會召開，伊敏任候補中央監察委員、中央組織部專員。1945年10月，國民政府派伊敏、麥斯武德、阿布甫泰肯前往新疆省會迪化工作。1946年，伊敏出任新疆省政府委員兼建設廳長，1947年成為國民黨中央監察委員。1948年12月，伊敏被任命為新疆省政府副主席。

### 流亡土耳其
1949年9月，穆罕默德·伊敏、阿布甫泰肯等人從南疆出境，前往印度流亡。隨後，主政新疆的陶峙岳、包爾漢向解放軍投降，解放軍開進新疆。土耳其在印度的外交機構開始組織流亡者前往土耳其。1951年，伊敏抵達土耳其，後來定居伊斯坦布爾。次年，土耳其政府又接收了阿布甫泰肯以及千餘名流亡印度的維吾爾人。此後，伊敏致力於領導維吾爾移民中的泛突厥主義政治活動。在1950年代，他相繼擔任過《突厥斯坦：学术、社会、经济和文化》（伊斯坦布爾）和《突厥斯坦之音》（安卡拉）兩份月刊的主編。同時，伊敏仍通過指示和闐的阿不都依米提大毛拉，在墨玉、英吉沙、洛浦、和闐等地策動了多起叛亂。1959年，阿不都依米提大毛拉被捕，伊敏的殘餘勢力被消滅。1965年6月14日，伊敏在土耳其去世。伊敏的侄子買買提·勒扎貝金（土耳其語：Mehmet Rıza Bekin）在土耳其軍隊中服役，軍銜至將軍，退役後亦從事東突厥斯坦獨立運動。

## 家庭
- 妻：愛美娜，新疆和闐人，維吾爾族。曾任制憲國民大會代表、新疆省立法委員。
- 女兒：貝那齊爾·布格拉。

- 兄：满素爾，1934年4月被伊敏推举为和阗伊斯兰国帕夏。6月，馬仲英部下马如龙攻克和阗，满素尔被杀。
- 弟弟：阿不都拉·布格拉、努尔·阿合买提江·布格拉